# Wiktor IV (antypapież 1159–1164)
Wiktor IV (właśc. Ottaviano Crescenzi, Ottaviani di Monticelli; ur. w Sabinie, zm. 20 kwietnia 1164 w Lukce) – antypapież w okresie od 7 września 1159 do 20 kwietnia 1164.

## Życiorys
Ottaviani di Monticelli pochodził z rzymskiej arystokratycznej rodziny. Był synem Jana Maledetti i siostrzeńcem rzymskiego prefekta Pietro. Dalekie pokrewieństwo łączyło go także z królem angielskim Stefanem z Blois.
W maju 1137 roku papież Innocenty II mianował Ottaviano, wówczas subdiakona Świętego Kościoła Rzymskiego, gubernatorem Benewentu. Niespełna rok później, 26 lutego 1138 Innocenty II mianował go kardynałem diakonem kościoła św. Mikołaja w Więzieniu. 3 marca 1151 Eugeniusz III podniósł go do godności kardynała-prezbitera kościoła św. Cecylii. W okresie między 9 kwietnia 1138 a 14 marca 1159 roku jego imię występowało wśród sygnatariuszy papieskich przywilejów. Kilkakrotnie w tym czasie służył jako legat papieski w Niemczech i w Królestwie Sycylii. Z czasem zaczął uchodzić za lidera frakcji proniemieckiej wśród kardynałów.
Po śmierci Hadriana IV doszło w Rzymie do sporu kardynałów. Pomimo że zgodnie z ówczesnym zwyczajem do wyboru papieża wymagano jednomyślności, 7 września 1159 roku dwie wrogie sobie frakcje w Kolegium kardynalskim obwołały papieżem swoich kandydatów. Silniejsza frakcja prosycylijska wybrała kanclerza Rolanda ze Sieny, który przybrał imię Aleksandra III, jednak kilku procesarsko nastawionych kardynałów sprzeciwiło się temu, wypędziło go z bazyliki św. Piotra na Watykanie i obwołało antypapieżem kardynała-prezbitera Ottaviano di Monticelli, który przyjął imię Wiktora IV. Było to możliwe dzięki wsparciu oddziałów zbrojnych podległych krewnym kardynała Ottaviano. Następnie 4 października 1159 roku został on konsekrowany na biskupa w benedyktyńskim opactwie Farfa przez kardynała Imara z Tusculum oraz biskupów Ubaldo z Ferentino i Riccardo z Molfetty.
Antypapież szybko uzyskał uznanie ze strony cesarza Świętego Cesarstwa Rzymskiego i władców oraz biskupów: Niemiec, Burgundii, północnej Italii, Polski, a także króla Danii, Waldemara I. W 1160 roku na polecenie Fryderyka I Barbarossy zwołał synod do Pawii, na którym ekskomunikował Rolanda ze Sieny i jego stronników. Wcześniej, prawowity papież ekskomunikował Wiktora IV. Biskupi i władcy państw zachodnich zaczęli jednak, wkrótce przechodzić na stronę Aleksandra, więc antypapież tracił swoje wpływy. Wiosną 1164, podczas podróży, poważnie zachorował i niedługo potem zmarł. Początkowo został pochowany poza miastem, jednak na polecenie papieża, jego szczątki przeniesiono do Lukki.
Schizma zapoczątkowana przez wybór Wiktora IV trwała do 1178 roku, a lokalnie nawet jeszcze dwa lata dłużej. Jego następcami byli antypapieże: Paschalis III, Kalikst III i Innocenty III.